# Martin Hofbauer (Historiker)
Martin Hofbauer ist ein deutscher Offizier (Oberst i. G.) und Militärhistoriker.

## Leben
Hofbauer trat 1989 in die Bundeswehr ein. Von 1989 bis 1992 ließ er sich bei der Gebirgsjägertruppe zum Offizier ausbilden. Danach studierte er Geschichte an der Helmut-Schmidt-Universität in Hamburg (M.A.). Von 1996 bis 2001 wurde er in der Truppe verschieden verwendet. Nachdem er Wissenschaftlicher Mitarbeiter an der Professur für Mittelalterliche Geschichte an der Helmut-Schmidt-Universität war, wurde er 2005 bei Klaus Arnold an der Fakultät für Geistes- und Sozialwissenschaften mit der Dissertation Ausbildung und Struktur der Herrschafts- und Besitzverhältnisse des Hochstifts Passau im 13. und 14. Jahrhundert (in geographischer, wirtschaftlicher und sozialer Hinsicht), dargestellt an den Passauer Urbaren zum Dr. phil. promoviert.
Von 2005 bis 2007 war er S3 und stellvertretender Bataillonskommandeur. 2007/08 nahm er am 46. Verwendungslehrgang Generalstabsdienst-/Admiralstabsdienst an der Führungsakademie der Bundeswehr (FüAkBw) in Hamburg teil. Seit 2008 ist er Wissenschaftlicher Mitarbeiter am Militärgeschichtlichen Forschungsamt (MGFA) bzw. Zentrum für Militärgeschichte und Sozialwissenschaften der Bundeswehr (ZMSBw) in Potsdam. Von 2010 bis 2012 war er Leiter des Moduls Einsatzunterstützung, 2013 übernahm er den Bereich Einsatzunterstützung in der Abteilung Einsatz. Von 2014 bis 2016 war er Referent in der Abteilung Politik des Bundesministeriums der Verteidigung in Berlin. Seit 2017 ist er Abteilungsleiter Führung im ZMSBw.

## Schriften (Auswahl)
- mit Thorsten Loch (Hrsg.): Nordafrika (= Wegweiser zur Geschichte). Im Auftrag des Militärgeschichtlichen Forschungsamtes. Schöningh, Paderborn u. a. 2011, ISBN 978-3-506-77326-5.
- mit Raimond W. Wagner (Hrsg.): Kriegsbrauch und berufliches Selbstverständnis des Soldaten (= Einzelschriften zur Militärgeschichte. 47). Im Auftrag des Militärgeschichtlichen Forschungsamtes und des Zentrums für Transformation der Bundeswehr. Rombach, Freiburg im Breisgau u. a. 2012, ISBN 978-3-7930-9703-7.
- mit Philipp Münch (Hrsg.): Mali (= Wegweiser zur Geschichte). Im Auftrag des Zentrums für Militärgeschichte und Sozialwissenschaften der Bundeswehr, Schöningh, Paderborn 2013, ISBN 978-3-506-77884-0. (2. Auflage 2016)
- Vom Krieger zum Ritter. Die Professionalisierung der bewaffneten Kämpfer im Mittelalter (= Einzelschriften zur Militärgeschichte. 48). Rombach, Freiburg im Breisgau u. a. 2015, ISBN 978-3-7930-9770-9.
- mit Martin Rink (Hrsg.): Völkerschlacht bei Leipzig. Verläufe, Folgen, Bedeutungen 1813–1913–2013 (= Beiträge zur Militärgeschichte. Band 77). De Gruyter Oldenbourg, Berlin 2017, ISBN 978-3-11-046244-9.